# Aucha dohertyi
Aucha dohertyi là một loài bướm đêm trong họ Noctuidae.